# 大新德
大新德（韓語：대신덕，?—?），渤海国第十代国王大仁秀的世子，出生后立为王储。大新德在大仁秀驾薨之前就已经去世了。830年，大仁秀驾薨，大新德的儿子大彝震继位。

## 子
1. 大彝震
2. 大虔晃